# Матей Гърданов
Матей Гърданов е български възрожденски майстор строител от първата половина на XIX век.

## Биография
Роден е в град Крушево, тогава в Османската империя, днес в Северна Македония, но по произход е от дебърското село Тресонче. Негово дело е една джамия и други сгради във вилаетската столица Битоля. Строи също така в Драма, Лариса и на други места. Участва при стоежа на някои от сградите на Рилския манастир, строени около 1840 година. Негови са двата балкона на източното и западното крило на манастира.